# Чапек, Карел
Ка́рел Ча́пек (чеш. Karel Čapek; 9 января 1890, Мале-Сватонёвице — 25 декабря 1938, Прага) — чешский писатель, прозаик и драматург, переводчик, фантаст. Классик чешской литературы XX века.
Автор знаменитых пьес «Средство Макропулоса» (Věc Makropulos, 1922), «Мать» (Matka, 1938), «R.U.R.» (Rossumovi Univerzální Roboti, 1920), романов «Фабрика абсолюта» (Továrna na absolutno, 1922), «Кракатит» (Krakatit, 1924), «Гордубал» (Hordubal, 1933), «Метеор» (Povětroň, 1934), «Обыкновенная жизнь» (Obyčejný život, 1934; последние три образуют т. н. «философскую трилогию»), «Война с саламандрами» (Válka s mloky, 1936), «Первая спасательная» (První parta, 1937), «Белая болезнь» (Bílá nemoc) (1937) «Жизнь и творчество композитора Фолтына» (Život a dílo skladatele Foltýna, 1939, не закончен), а также множества рассказов, эссе, фельетонов, сказок, очерков и путевых заметок. Переводчик современной французской поэзии.

## Биография
Карел Чапек родился 9 января 1890 года в Мале-Сватонёвице близ Трутнова, Австро-Венгрия (ныне Чехия), в семье врача Антонина Чапека (1855—1929); он стал третьим и последним ребёнком в семье. Это был курортный городок, в котором также была развита горная промышленность. Здесь отец Карела работал врачом при курортах и горных рудниках. Его мать Божена Чапкова (1866—1924) собирала словацкий фольклор. Старший брат Чапек, Йозеф (1887—1945) — художник и писатель. Старшая сестра Чапкова, Гелена (1886—1961) — литератор, мемуаристка.
В июле того же года семья переехала в город Упице, где Антонин Чапек открыл собственную практику. Упице был быстро расширяющимся городком ремесленников; Чапеки жили в окружении сапожников, кузнецов и каменщиков, часто посещали дедушку и бабушку Карела, которые были фермерами. Детские воспоминания отразились на творчестве Чапека: он часто изображал в своих произведениях обычных, заурядных людей.
Чапек начал писать в возрасте четырнадцати лет. Его ранние произведения, такие как «Простые мотивы», «Истории фей» публиковались в местной газете Nedele. В 1908—1913 годах писал в соавторстве с братом Йозефом. Позже эти рассказы вошли в сборники «Сад Краконоша» (1918) и «Сияющие глубины» (1916). Будучи студентом, он принимал активное участие в издании литературного альманаха (Almanac 1914). Одновременно Чапек интересуется живописью, в особенности кубизмом. Брат познакомил его со многими представителями чешского модернизма, Карел проникся их идеями и посвятил ряд статей модернизму в живописи.
Учился в гимназии в Градец-Кралове (1901—1905), затем переехал в Брно к сестре, где прожил два года. Отсюда он переехал в Прагу, где продолжил учёбу. В 1915 году получил степень доктора философии в Карловом университете, защитив диссертацию на тему «Объективный метод в эстетике применительно к изобразительному искусству». Также занимался философией в университетах в Берлине и Париже.

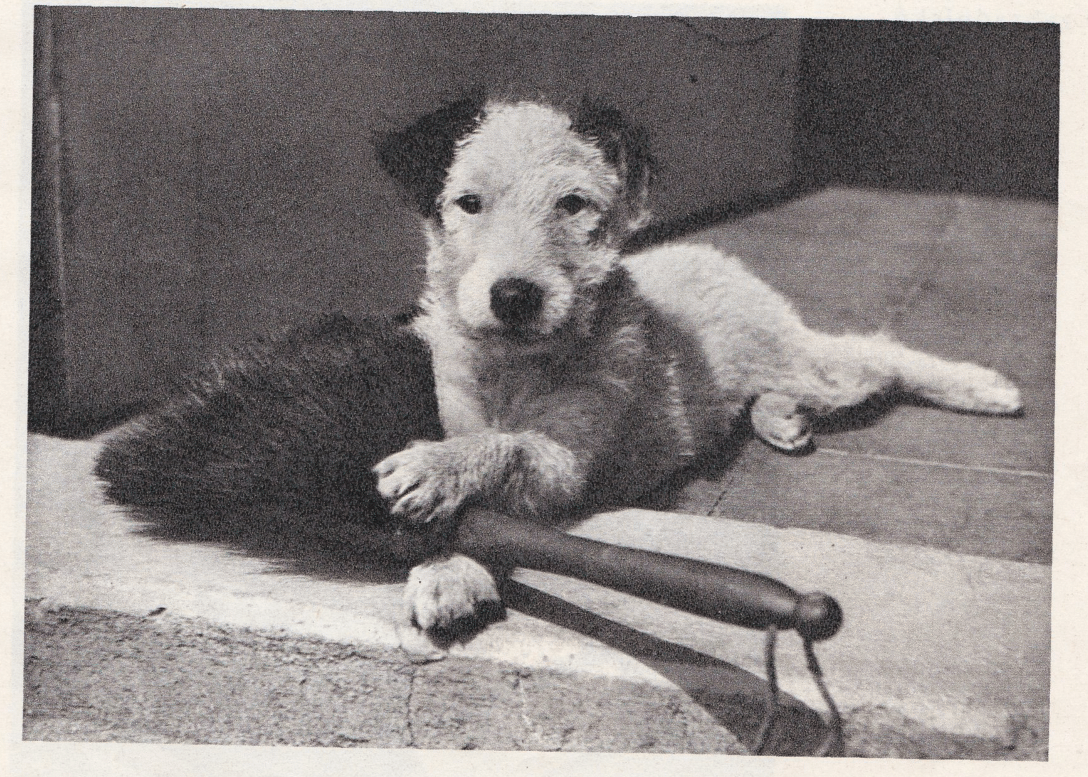
Фотография сделанная Чапеком к книге «Дашенька»

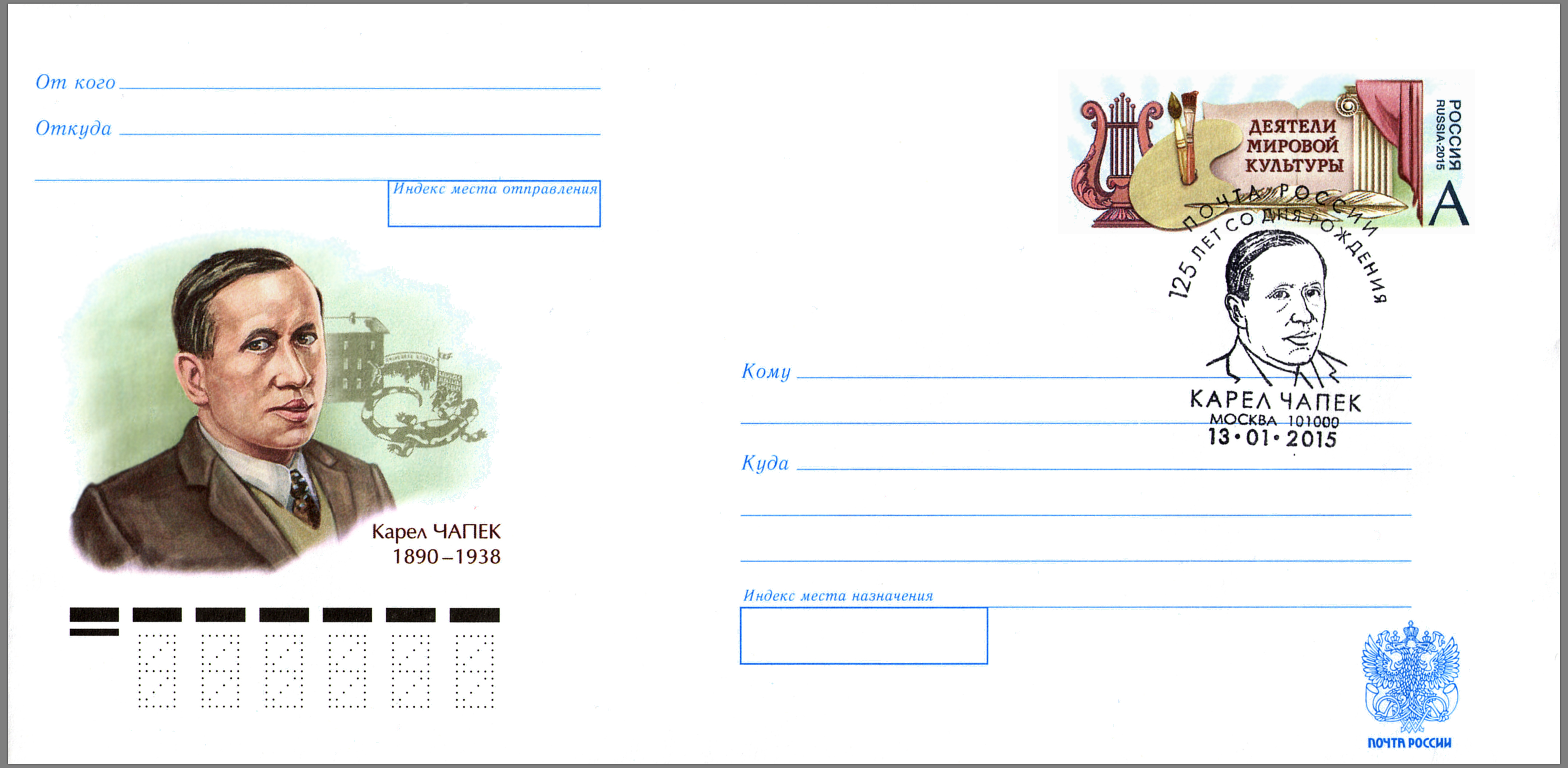
Конверт из серии «Деятели мировой культуры» с портретом писателя. Почта России, 2015 г.,

По состоянию здоровья не был призван в армию и короткое время работал гувернером в семье графа Лажански. Осенью 1917 стал работать журналистом и критиком в газете Národní listy («Национальная газета»), с 1921 до своей смерти работал журналистом и культурным и политическим редактором в газете Lidové noviny («Народная газета»). В 1921—1923 был драматургом пражского «Театра на Виноградах» (Divadlo na Vinohradech). Писательница и актриса этого же театра, Ольга Шайнпфлюгова, с 1920 была его знакомой и близким другом (заключили брак в 1935).
Активно занимался литературой с 1916 года (сборник рассказов «Сияющие глубины», написан в соавторстве с братом Йозефом). Очень разные по характеру прозаические произведения демонстрируют блестящее владение искусством реалистического описания, тонкий юмор и дар художественного предвидения (типичный пример — антиутопии «Фабрика абсолюта», «Кракатит» и «Война с саламандрами»). Ещё при жизни он получил широкое признание как в Чехословакии, так и за её пределами: был номинантом Нобелевской премии по литературе 1936 года, основателем и первым председателем Чехословацкого Пен-клуба (в 1925—1933), членом Комитета Лиги Наций по литературе и искусству (с 1931); в 1935 выдвигался на должность президента Международного Пен-Клуба Г. Уэллсом, его тогдашним президентом (отказался от поста по причине болезни). Помимо литературы и журналистики снискал известность как фотограф-любитель (его книга фотографий «Дашенька, или Жизнь щенка» (чеш. Dášeňka čili život štěněte) была самой публикуемой в межвоенной Чехословакии).
Чапек, убеждённый антифашист, слабое здоровье которого было подорвано событиями 1938 года (Мюнхенский сговор), скончался 25 декабря 1938 года (незадолго до полной нацистской оккупации Чехословакии) от двустороннего воспаления лёгких, полученного в результате его участия в работах по ликвидации наводнения.
Перед этим он оказался фактически в полной политической и личной изоляции, после того как отказался покинуть страну после отставки и эмиграции её тогдашнего президента Эдварда Бенеша. Похоронен на мемориальном кладбище в Вышеграде. После смерти за писателем приходило гестапо. Его архив был спрятан вдовой, Ольгой Шайнпфлюговой, в саду усадьбы Стрж в селе Стара-Гуть (у городка Добржиш, в 35 км к югу от Праги), где писатель провёл последние 3 года жизни, и обнаружен после войны.
Творчество Чапека, который был личным другом и многолетним собеседником Т. Г. Масарика, пропагандировал многие его идеи (книги «Разговоры с Т. Г. Масариком» и «Молчание с Т. Г. Масариком») и не проявлял особых симпатий к социализму (известная статья «Почему я не коммунист»), в коммунистической Чехословакии первое время было под запретом, но с 1950—1960-х годов вновь стало активно издаваться и изучаться.

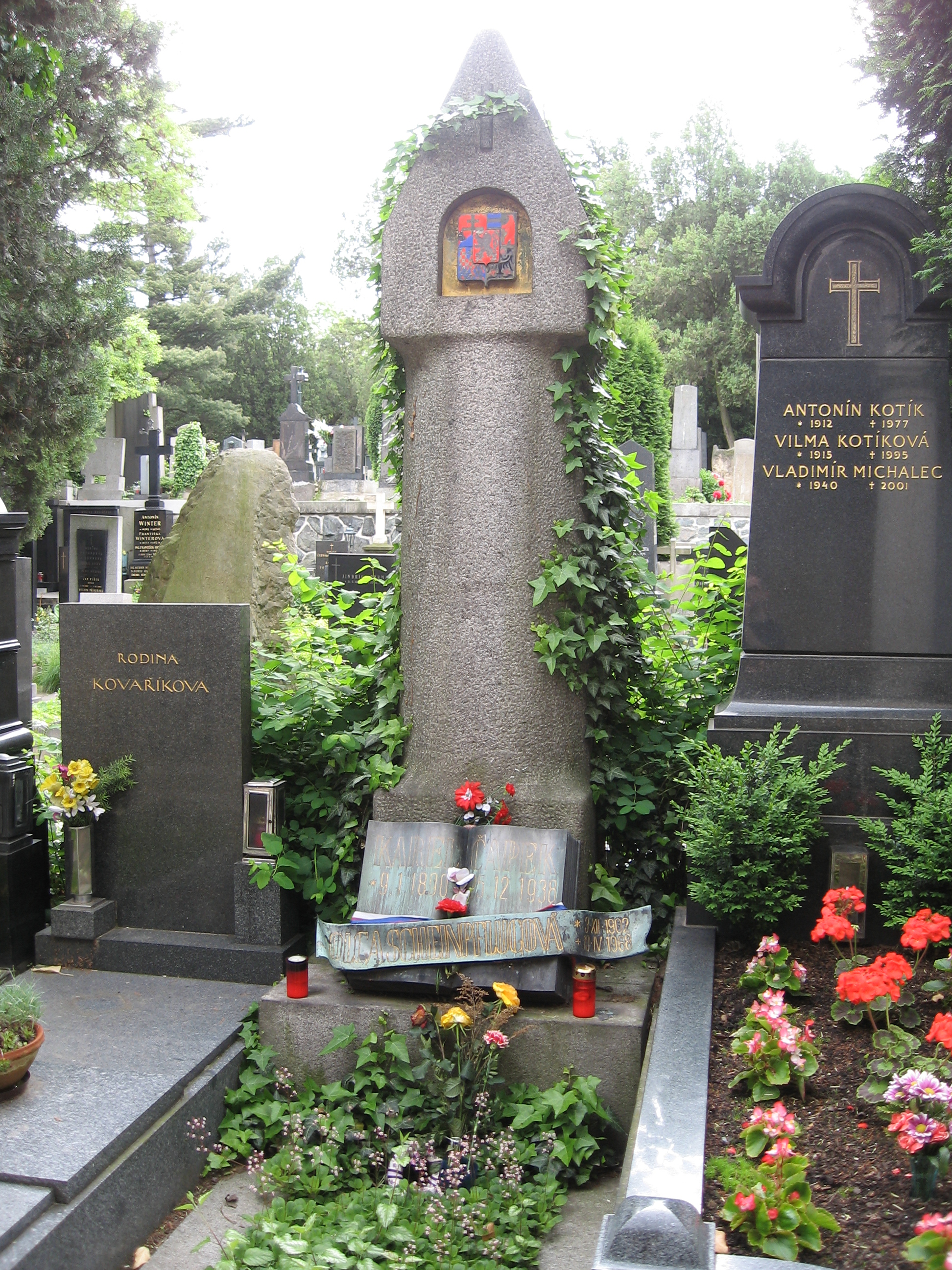
Могила Карела Чапека

Брат Карла Чапека Йозеф (умер от тифа в немецком концлагере Берген-Бельзен) является изобретателем слова «робот». Карел же ввёл в действие пьесы «R.U.R.» искусственно созданных людей и назвал их «лаборами», от латинского слова labor («работа»). Но это название не понравилось автору, и, посовещавшись с братом-художником, оформлявшим декорации спектакля, он решил назвать этих искусственных людей словацким словом, имеющим такое же значение (по-чешски «работа» — práce, а robota означает «каторга», «тяжёлая работа», «барщина»).
В отличие от многочисленных писателей-фантастов, использовавших затем слово «робот» для обозначения человекоподобных неживых механизмов, Карел Чапек назвал этим словом не машины, а живых людей из плоти и крови, только созданных на специальной фабрике (что наиболее близко понятию «андроид»).

## Экранизации
По сценариям, рассказам, сказкам, пьесам и романам Карела Чапека сняты фильмы:
- «R.U.R.: Genesis», 2013, США, реж. Джеймс Кервин; телефильм по пьесе «R.U.R.».

## Музыка
- В кинофильме Loupežník[чеш.] (1931, реж. Йозеф Кодичек[чеш.] звучат песни композитора Отакара Еремиаша на стихи Карела Чапека.
- По пьесе Карела Чапека «Средство Макропулоса» чешский композитор Леош Яначек сочинил одноимённую оперу, премьера которой состоялась 18 декабря 1926 года в Национальном театре в городе Брно.
- Композитор Георгий Гаранян сочинил музыку к фильму-мюзиклу «Рецепт её молодости» (реж. Евгений Гинзбург, сценарий Александр Адабашьян) по мотивам пьесы Карела Чапека «Средство Макропулоса»; премьера ленты состоялась 10 октября 1983 года.
- Композитор Владимир Баскин сочинил музыку к мюзиклу «Секрет её молодости» (либретто и стихи Константина Рубинского), по мотивам одноимённой пьесы, поставленному под руководством режиссёра Сусанны Цирюк на сцене Иркутского музыкального театра имени Н. М. Загурского; премьера состоялась 6 апреля 2015 года.